# La Hachette d'argent
La Hachette d'argent (The Silver Hatchet en version originale) est une nouvelle d'Arthur Conan Doyle parue pour la première fois dans le mensuel London Society en décembre 1883, avant d'être par la suite intégrée à divers recueils de nouvelles, dont Mystères et aventures (Mysteries and Adventures) paru en 1889.
La nouvelle a été traduite en français pour la première fois en 1907 et publiée par Jules Tallandier sous le titre La Hachette d'argent. La nouvelle a ultérieurement été traduite par Albert Savine sous le même titre pour l'édition intégrale des œuvres d'Arthur Conan Doyle éditée par Robert Laffont.

## Résumé
L'intrigue s'ouvre sur le récit du meurtre mystérieux d'Otto von Hopstein, professeur à l'université de Budapest. L'homme, sans ennemis connus, a été tué d'un violent coup porté à la tête. Plus tôt dans la journée, il s'était rendu à la gare en compagnie de son ami Wilhelm Schlessinger, conservateur adjoint du musée de l'université, pour réceptionner une collection d'armes médiévales léguée à l'université. Deux portiers ont également participé à l'opération : Reinmaul et Schiffer. Face à l'incapacité de la police à résoudre ce meurtre, les soupçons populaires se portent sur Schiffer, l'homme étant de confession juive dans un contexte marqué par l'antisémitisme.
Ces soupçons disparaissent quelques jours plus tard lorsque Schiffer est retrouvé mort dans des circonstances semblables. Son corps est découvert en pleine rue, la tête fendue en deux. Toute trace pouvant servir d'indice a été effacée par la neige. L'arme du crime reste introuvable.
Quelques jours plus tard, deux étudiants de l'université, Otto von Schlegel et Leopold Strauss, découvrent par hasard une hachette d'argent non loin de l'endroit où Schiffer a été assassiné. L'arme du crime, encore couverte de sang, était enfouie dans la neige et l'un des deux étudiants a marché dessus par inadvertance. Schlegel ramène la hachette chez lui dans l'intention de la déposer au commissariat le lendemain, mais est soudainement pris d'une pulsion meurtrière. Il tente de tuer son ami Leopold, mais ce dernier parvient à se défendre. Strauss est finalement maîtrisé par deux gendarmes qui l'emmènent au poste. Interrogé par l'inspecteur Baumgarten, le jeune homme, incapable d'expliquer son geste, exprime son incompréhension et son profond regret.
Wilhelm Schlessinger, conservateur adjoint du musée, surgit alors au commissariat. Rongé par le remords, l'homme avoue être le meurtrier du professeur von Hopstein. Tout comme l'étudiant, Schlessinger est incapable d'expliquer son geste. Reconnaissant la hachette d'argent posée sur le bureau du commissaire, qui provient de la collection d'armes léguées au musée, il explique avoir ressenti une pulsion meurtrière en tenant l'arme entre ses mains. L'inspecteur Baumgarten, refusant toute explication surnaturelle, s'empare à son tour de la hachette. Celui-ci ne tarde par à être saisi du même mal que Schlessinger et Schlegel et s'en prend alors à l'un de ses plus proches collègues. Son geste meurtrier est arrêté par une solive du plafond, dans laquelle l'arme s'enfonce et se brise.
Un rouleau de parchemin rédigé en allemand médiéval est alors découvert dans le manche creux de l'arme détruite. Son auteur, Johann Bodeck, membre de la Rose-Croix, y a formulé une malédiction condamnant toute personne manipulant cette hachette d'argent à tuer un ami ou un être aimé. Le procès qui s'ensuit voit tous les accusés acquittés, la cour reconnaissant l'influence surnaturelle de la hachette. Reinmaul, ami et meurtrier de Schiffer, se pend néanmoins dans son appartement avant d'avoir pu apprendre qu'il n'était pas responsable de son geste.